# Karin Lindbergová
Karin Elisabet Lindbergová (nepřechýleně Karin Lindberg; 6. října 1929 Kalix – 2. prosince 2020 Örebro) byla švédská sportovní gymnastka.

## Životopis
Začínala v klubu GF Stockholmsflickorna. Na Letních olympijských hrách 1948 obsadila se švédským týmem čtvrté místo ve víceboji. V přeskoku byla nejlépe hodnocenou závodnicí, avšak za individuální soutěže se na této olympiádě ještě medaile neudělovaly. V roce 1950 získala zlatou medaili v týmové soutěži na mistrovství světa ve sportovní gymnastice. Na olympiádě v Helsinkách roku 1952 vyhrála soutěž ve skupinovém cvičení s náčiním, která již není na olympijském programu, ve víceboji družstev byla čtvrtá a v individuálním víceboji sedmnáctá. Získala cenu Årets idrottskvinna pro sportovkyni roku 1952. V letech 1952 a 1953 se stala gymnastickou mistryní Švédska. Na melbournské olympiádě 1956 získala stříbrnou medaili ve společných sestavách, v soutěži družstev byla osmá a ve víceboji obsadila 48. místo.
V roce 1956 ukončila kariéru a provdala se za trenéra Erika Lindéna. Vyučovala tělovýchovu na vysoké škole v Örebro a vedla ranní rozcvičky ve švédském rozhlase.